# Tai (Nigéria)
Tai é uma área de governo local do estado de Rios, na Nigéria, com sede em Saaquepenua. Tem 159 quilômetros quadrados e de acordo com o censo de 2016, havia 169 000 residentes.